# Römischer Tempel in Silifke
Koordinaten: 36° 22′ 33″ N, 33° 55′ 48″ O

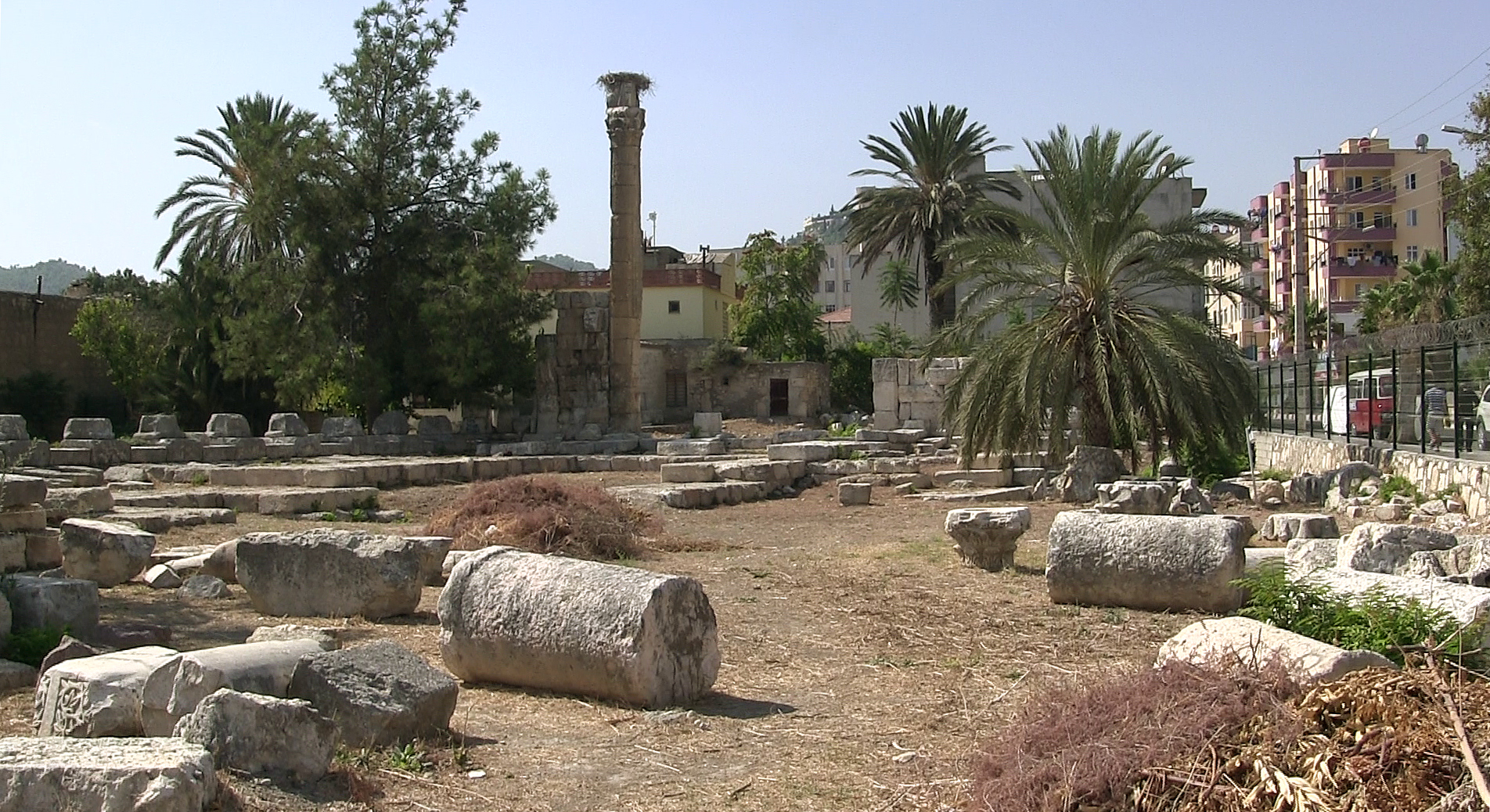
Tempel von Silifke

Die Ruinen eines römischen Tempels liegen südlich des Zentrums der türkischen Stadt Silifke in der Provinz Mersin.
Der Tempel liegt an der İnönü Caddesi südlich des Flusses Göksu, des antiken Kalykadnos, und östlich des Burghügels, der Zitadelle von Silifke. Er befand sich damit am Rand der antiken Stadt Seleukia am Kalykadnos, möglicherweise extra muros.

## Beschreibung
Das Bauwerk war ein Peripteraltempel mit 14 Säulen an der Längsseite und acht an der Frontseite. Die Maße betragen 40 × 21 Meter. Heute sind lediglich Teile des Podiums und eine kannelierte Säule erhalten, die ein korinthisches Kapitell trägt, sowie verstreute Säulentrommeln. Teile des Giebels oder des Gebälks sind nicht erhalten, lediglich ein Friesfragment mit Girlanden und einer Nikedarstellung befindet sich im Museum von Silifke.
Der Tempel wurde in der römischen Kaiserzeit im 2. Jahrhundert erbaut. Welcher Gottheit der Tempel geweiht war, ist unbekannt. Es könnte sich um den Zeustempel handeln, der im 5. Jahrhundert zur Basilika umgebaut wurde. Nach anderer Deutung war es ein Tempel des Apollon Sarpedonicus oder der Aphroditetempel, der in der ersten Hälfte des 5. Jahrhunderts unter Bischof Dexianos in eine Kirche umgewandelt wurde.